# Maderuelo
Maderuelo es un municipio y localidad española del nordeste de la provincia de Segovia, en la comunidad autónoma de Castilla y León. Cuenta con una población de 101 habitantes (INE 2024). Su casco urbano está declarado bien de interés cultural, en la categoría de conjunto histórico.
Está catalogado como Uno de Los Pueblos Más Bonitos de España desde el año 2013 y pertenece desde entonces a la asociación homónima.

## Geografía

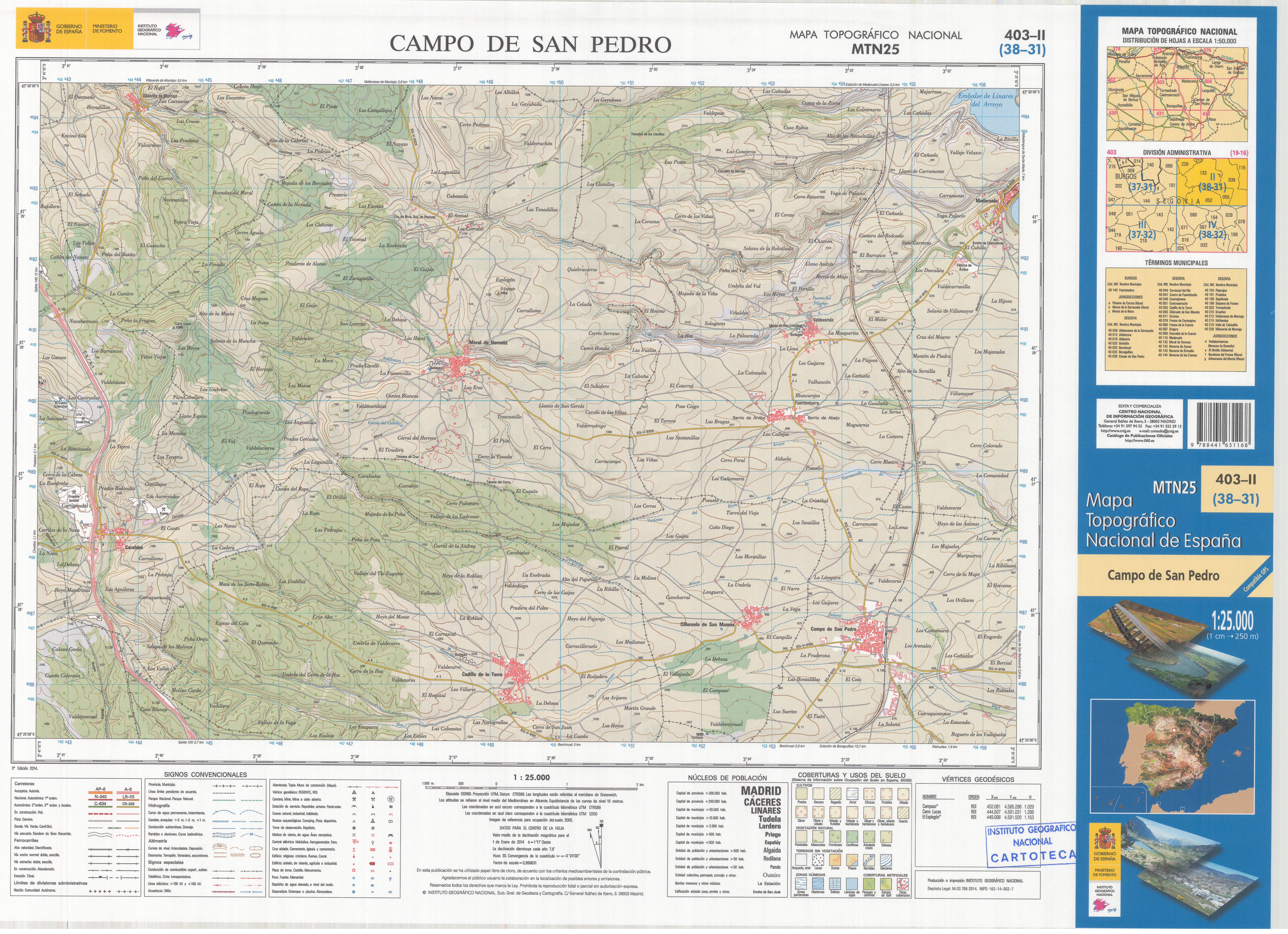
Fragmento de la hoja 403 del Mapa Topográfico Nacional (2014) en el que se representa parte de Maderuelo

Su término municipal de 94,19 km², linda con la provincia de Soria y la provincia de Burgos. El río que lo atraviesa es el río Riaza. Es un pueblo con una iglesia medieval que contiene una momia de una chica encontrada por los alrededores. Justo al lado de la iglesia, hay un trabuquete que no se usa excepto en las fiestas medievales que se celebran en verano.
La hospedería alberga un gran lugar en la economía del pueblo, contando con al menos siete establecimientos dedicados a este fin. El pueblo está en lo alto de una colina y lo rodea el pantano de Linares, que en su interior guarda un antiguo puente que fue sumergido por el agua al construirse el embalse. En el municipio se sitúa un apeadero de ferrocarril de la línea Madrid-Burgos denominado Maderuelo-Linares, línea cerrada al tráfico.
La localidad fue escenario para la serie de televisión Tierra de lobos.
| Noroeste: Montejo de la Vega de la Serrezuela                      | Norte: Santa Cruz de la Salceda (Burgos)                      | Noreste: Castillejo de Robledo (Soria) |
| Oeste: Valdevacas de Montejo, Moral de Hornuez, Campo de San Pedro |                                                               | Este: Langa de Duero (Soria)           |
| Suroeste: Campo de San Pedro                                       | Sur: Campo de San Pedro, Alconada, Aldealengua de Santa María | Sureste: Languilla                     |

En su término municipal se encuentra el embalse de Linares y las hoces del río Riaza. Algunos de los animales que residen en los alrededores son el buitre, el conejo, el zorro y el alimoche.

## Historia

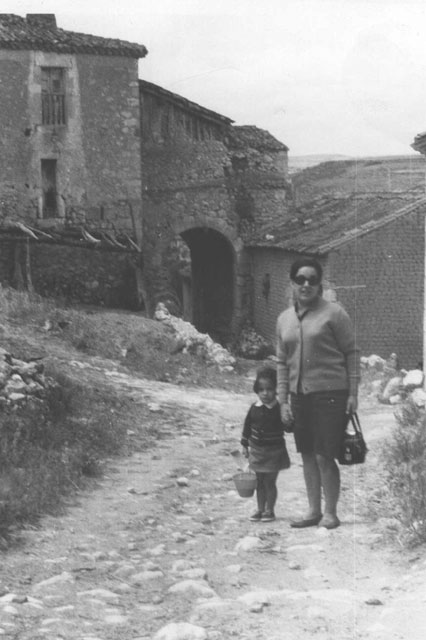
Fotografía de la localidad en el

Maderuelo fue repoblado originalmente tras la conquista cristiana por el conde Fernán González en el siglo X. En el siglo XII contaba con diez parroquias y se convirtió en cabeza de Comunidad de Villa y Tierra de la Comunidad de Villa y Tierra de Maderuelo.
La localidad entró en decadencia, sin embargo, a finales del siglo XIII y sobre todo en el XIV, perdiendo parte de su población, que partió a repoblar el sur de la península.
Durante la dictadura franquista, la construcción del embalse de Linares supuso que el antiguo término municipal de Linares del Arroyo quedara repartido entre los municipios de Maderuelo y Montejo de la Vega de la Serrezuela, mientras que su población fue trasladada a La Vid en la provincia de Burgos.

## Demografía
Cuenta con una población de 101 habitantes (INE 2024).
| Gráfica de evolución demográfica de Maderuelo entre 1842 y 2021 |
| |
| Población de derecho según los censos de población del INE. Población de hecho según los censos de población del INE.En 1955 crece el término del municipio porque incorpora a una parte de Linares del Arroyo. |

## Símbolos
El escudo heráldico que representa al municipio se blasona de la siguiente manera:

Escudo partido. Primero, de azur con castillo de oro, aclarado de gules y puesto sobre ondas de plata y azur. Segundo, de gules con un menguante de plata, el jefe de lo mismo. Bordura de oro con diecinueve torres de gules. Timbrado de la Corona Real Española.
Boletín Oficial de Castilla y León n.º 43/1997 de 19 de febrero de 1997

La descripción textual de la bandera es la siguiente:

Bandera cuadrada de proporción 1:1, cuartelada de rojo y blanco, brochante al centro el escudo municipal en sus colores.
Boletín Oficial de Castilla y León n.º 43/1997 de 19 de febrero de 1997

## Administración y política
En noviembre de 2018, el alcalde, Santiago Bayo, fue detenido, y posteriormente puesto en libertad, por presuntos delitos de malversación y prevaricación. Tras estos hechos se dio de baja de su formación política, el Partido Popular. Después de varias décadas en la alcaldía —llegó a ella antes de la "democracia"—, Santiago Bayo abandonó el consistorio tras las elecciones municipales de 2019, en las que había concurrido al frente de un nuevo partido (Candidatura Independiente de Maderuelo); el elegido como alcalde fue el socialista Santos de la Hoz.
Ha habido quejas contra la existencia de «vecinos fantasma» inscritos en el censo para influir en los resultados electorales.
Últimos alcaldes
| Periodo   | Nombre                                                                      | Partido | Partido   |
| --------- | --------------------------------------------------------------------------- | ------- | --------- |
| 1979-1983 | Santiago Bayo Martín                                                        |         | UCD       |
| 1983-1987 | Santiago Bayo Martín                                                        |         | AP-PDP-UL |
| 1987-1991 | Santiago Bayo Martín                                                        |         | AP        |
| 1991-1995 | Santiago Bayo Martín                                                        |         | PP        |
| 1995-1999 | Santiago Bayo Martín                                                        |         | PP        |
| 1999-2003 | Santiago Bayo Martín                                                        |         | PP        |
| 2003-2007 | Santiago Bayo Martín                                                        |         | PP        |
| 2007-2011 | Santiago Bayo Martín                                                        |         | PP        |
| 2011-2015 | Santiago Bayo Martín                                                        |         | PP        |
| 2015-2019 | Santiago Bayo Martín                                                        |         | PP        |
| 2019-2023 | Santos de la Hoz Águeda (2019-2021)José Alberto Hernando Martín (2021-2023) |         | PSOE      |
| 2023-act. | José Alberto Hernando Martín                                                |         | PSOE      |

Elecciones a la Diputación Provincial
El municipio pertenece al distrito electoral del partido judicial de Riaza en la Diputación Provincial de Segovia.

## Cultura

### Patrimonio

#### Intramuros
- Villa de Maderuelo, Bien de Interés Cultural con categoría de Conjunto Histórico (B.O.E. Declaración: 21/02/1993).
- La puerta principal de entrada a la villa: parte de los restos de muralla que se mantienen desde la época medieval.[1]
- La iglesia de San Miguel: en el corazón de la población, cuenta con un sencillo ábside con ventana saetera, sin decoración y sencillos canecillos, de origen románico.[1]
- La iglesia de Santa María: construcción mezcla de sillería, mampostería y ladrillo, cuenta con restos de su origen románico, como su portada sur, con molduras de diente de sierra.[1] En la portada norte se encuentra una entrada tapiada y unos arcos de ladrillo de estilo mudéjar.[1]
- La puerta del Barrio.
- Las ruinas del castillo, Bien de Interés Cultural con categoría de Castillo (Fecha B.O.E. Declaración: 05/05/1949).
- La muralla.
- La torre medieval.

#### Extramuros
- El antiguo puente medieval.
- La ermita de la Vera Cruz,[11] Bien de Interés Cultural con categoría de Monumento. Fecha de Incoación: 06/12/1924. Fecha de Declaración: 06/12/1924. Contaba con destacadas pinturas románicas en su cabecera que fueron trasladadas en 1947 al Museo del Prado, en Madrid.[1]De la Garma Ramírez (1998), p. 141.</ref> Está construida en calicanto con alguna parte en sillería.[12] Entre las escenas que se mostraban se hallaba la creación del hombre, el pecado original, Cristo en majestad rodeado de los evangelistas, ángeles, la Virgen y un obispo.[12]

### Fiestas
Las fiestas patronales se celebran el último domingo de septiembre, en honor a Nuestra Señora de Castroboda, su patrona. Desde el viernes hasta el martes la fiesta transciende las murallas con una mezcla de devoción, baile y amistad.
En las fiestas de Santa Águeda, que tienen lugar el fin de semana próximo al 5 de febrero, las mujeres celebran antiguas tradiciones; hay merienda, baile y canciones.
Desde el año 2000 se lleva celebrando el penúltimo fin de semana de agosto una «Fiesta Medieval».